# Карл Меєр (льотчик)
Карл Ме́єр (нім. Karl Meyer; 29 січня 1894, Мюльгаузен — 31 грудня 1917, Лейпциг) — німецький льотчик-ас, оберфлюгмайстер кайзерліхмаріне.

## Біографія
Учасник Першої світової війни. Карл Меєр став першим асом кайзерліхмаріне. З 1916 служив на 1-й морській льотній станції, виконуючи весь спектр завдань — розвідувальні польоти, бомбардувальні нальоти на Англію, а також повітряні бої над Ла-Маншем і Північним морем.
Перші 2 перемоги були здобуті на літаку Friedrichshafen FF ЗЗН (№ 599), наступні дві — на Brandenburg LW (№ 880). П'ятий літак Меєр збив на іншому FF ЗЗН (№ 880), а шостий — на Rumpler D1 (№ 788). Перші 3 перемоги були здобуті асом разом із спостерігачем, лейтенантом Еріхом Бонішем, наступні 2 — з флюгматом Карлом Ельзассером, сьома — з оберфлюгмайстером Кастнером.
У 1917 році переведений в 1-шу морську польову ескадрилью, але пізніше він повернувся на свою станцію. 1 лютого 1917 року підбив Sopwith Pup, який був захоплений як трофей і пізніше навіть використовувався німецькими льотчиками. 31 грудня 1917 року помер від ран, яких зазнав у авіакатастрофі.
Всього за час бойових дій здобув 8 перемог, ще 2 перемоги залишились непідтвердженими.

## Нагороди
- Залізний хрест 2-го і 1-го класу